# Armas Järnefelt

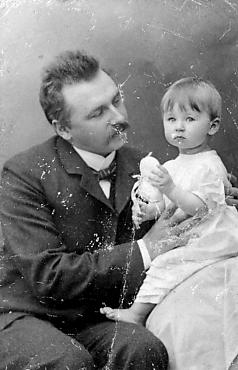
Armas Järnefelt mit seiner Tochter Eva

Edvard Armas Järnefelt (* 14. August 1869 in Viipuri; † 23. Juni 1958 in Stockholm) war ein finnischer Dirigent und Komponist in romantischer Tradition. In seine Werke nahm er nationalfinnische Elemente auf. Er zählt zu den frühsten Komponisten, die finnische Texte vertonten.
Järnefelt studierte in Helsinki bei Martin Wegelius und Ferruccio Busoni, in Berlin bei Albert Becker und in Paris bei Jules Massenet. Er wirkte als Korrepetitor in Magdeburg und Düsseldorf und als Dirigent in Viipuri. Von 1904 bis 1906 führte er, für Finnland bahnbrechend, die Opern Richard Wagners im Finnischen Nationaltheater auf. Daran war häufig seine erste Ehefrau beteiligt, die Sopranistin Maikki Pakarinen. Den Auftakt machte Järnefelt 1904 mit dem Tannhäuser. Später ging er nach Schweden, um bis 1932 als Dirigent an der Königlichen Oper Stockholm zu wirken. Er bekam die Staatsbürgerschaft (1909) und verheiratete sich mit der Schwedin Liva Edstrom. Nach Finnland zurückgekehrt, war er unter anderem Chefdirigent der Philharmonie Helsinki. Hier setzte sich Järnefelt auch für die Werke Beethovens und seines Schwagers Sibelius ein. Sein Bruder Arvid Järnefelt wurde als Schriftsteller bekannt, der jüngste Bruder Eero Järnefelt als Maler.
Järnefelt komponierte mehrere Orchesterwerke, eine Schauspielmusik, zwölf Kantaten, Musik für Männerchöre, Klavierstücke und Lieder. Am bekanntesten dürften seine Stücke für kleines Orchester Prélude (1900) und Berceuse (1904) sowie die Sinfonische Dichtung Korsholm von 1894 sein.